# Saurornitholestes
Saurornitholestes é um gênero de dinossauro carnívoro terópode dromaeossaurídeo do final do Cretáceo de Alberta no Canadá, Montana e Novo México nos Estados Unidos.
Duas espécies foram nomeadas: Saurornitholestes langstoni em 1978 e Saurornitholestes robustus em 2006. Saurornitholestes era um pequeno dinossauro carnívoro bípede, equipado com uma garra em forma de foice no pé.

## Descoberta e nomeação

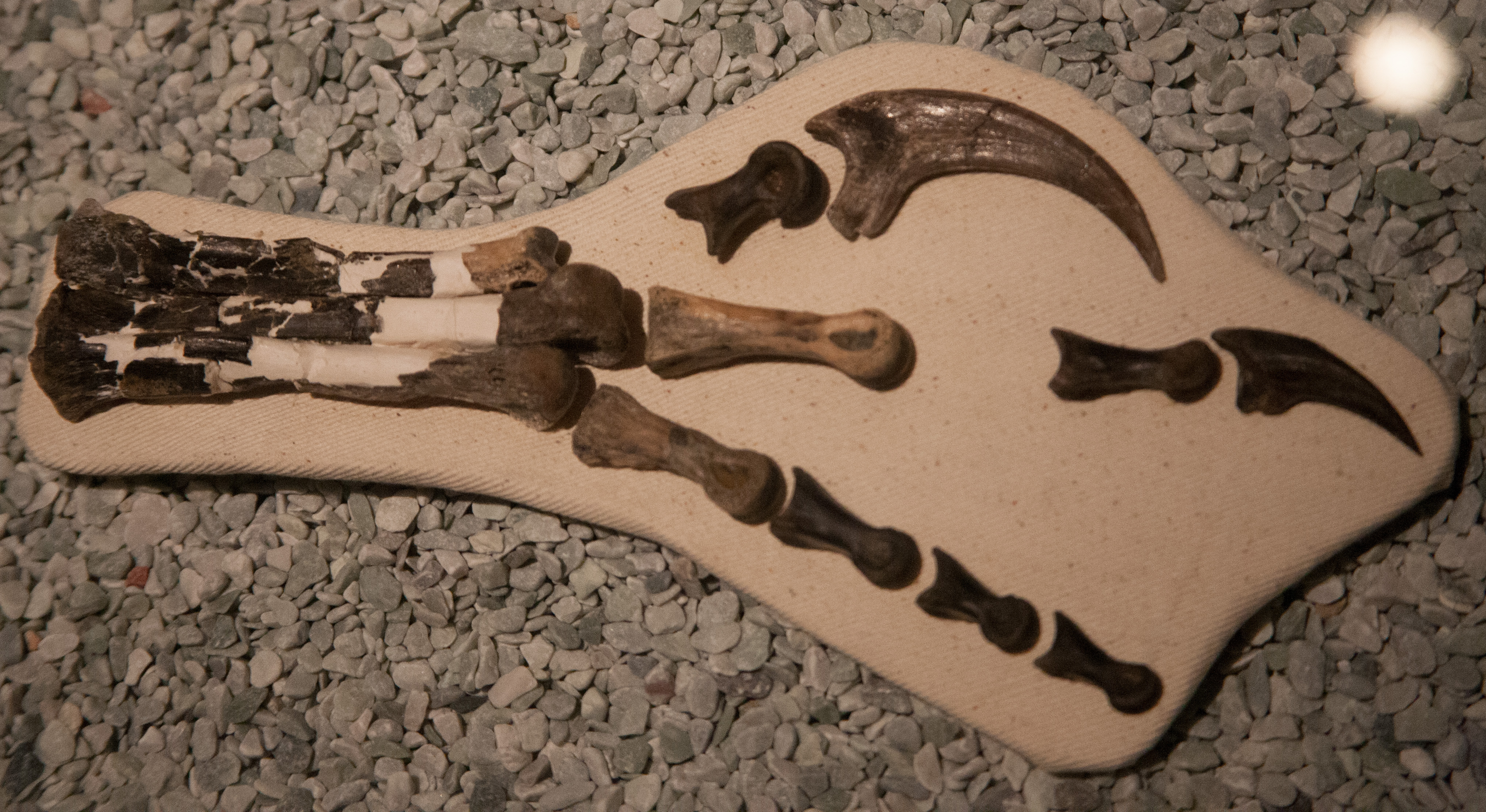
Pé do S. langstoni

Em 1974, o paleontologista canadense amador Irene Vanderloh descobriu o esqueleto de um pequeno terópode perto de Steveville em Alberta. Que mostrou a John Storer do Museu Provincial de Alberta, que trouxe para a atenção de Hans-Dieter Sues. Em 1978 Sues nomeou e descreveu a amostra como a espécie-tipo Saurornitholestes langstoni. O nome genérico é, em referência à Saurornithoididae, devido à semelhança com este grupo que hoje é visto como parte do Troodontidae, e combina o seu nome em grego lestes, "ladrão". O nome específico homenageia Wann Langston, Jr.
O espécime holótipo, RTMP 74.10.5, foi descoberto em uma camada da Formação Dinosaur Park datando do final da Campaniano. Ele consiste de um esqueleto muito fragmentado, incluindo dentes, elementos do crânio, duas vértebras, costelas, elementos da cauda e uma mão. Também foram designados três parátipos: CMN 12343, CMN 12354 e UA 5283, todos frontais.

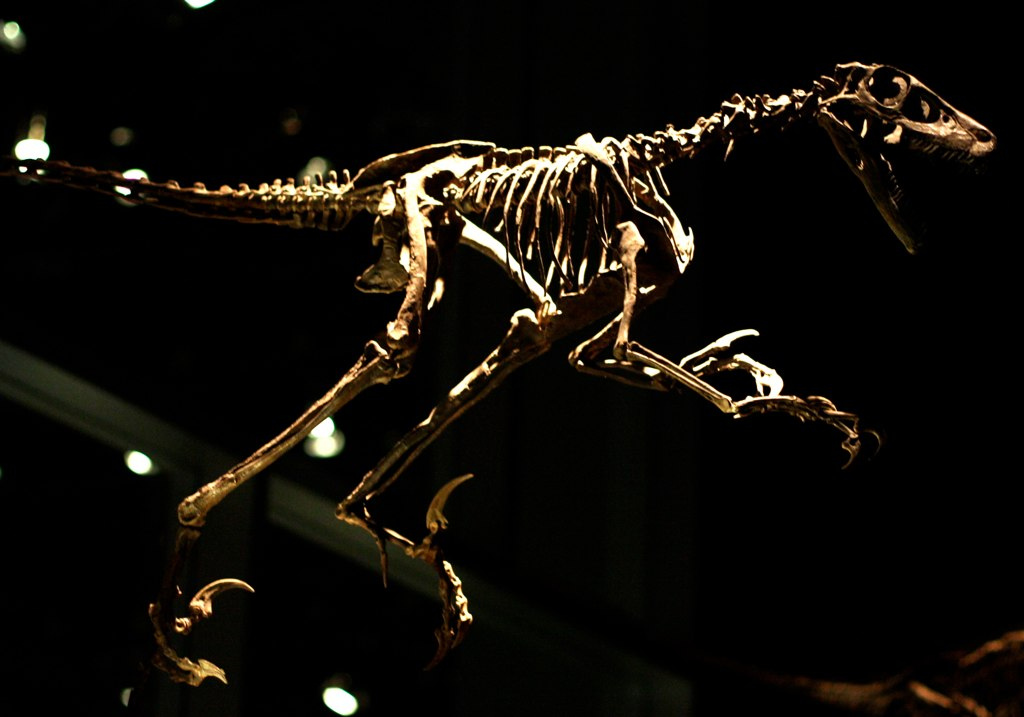
Esqueleto em exposição no Royal Tyrrell Museum.

Dois esqueletos parciais mais completos e maiores (RTMP 88.121.39 e MOR 660), dezenas de ossos isolados, e dezenas de dentes são hoje conhecidos dos ermo do Parque Provincial dos Dinossauros, em Alberta; a maioria destes estão alojados no Royal Tyrrell Museum of Palaeontology, em Drumheller, Alberta e permanecem ainda não descritos. Os restos mortais de Alberta e Montana são geralmente atribuídos à única espécie Saurornitholestes langstoni, apesar de vir de uma variedade de formações rochosas que indicam um grande espaço de tempo; por exemplo, a Formação Oldman (datado de há cerca de 77 milhões de anos) e a Formação Two Medicine (há cerca de 72 milhões de anos). Dentes semelhantes são encontrados em depósitos mais jovens, de até há cerca de 70 a 69 milhões de anos, mas se eles representam S. langstoni ou uma espécie diferente relacionada é desconhecido. Os tamanhos dos fósseis de Saurornitholestes foram relatados na literatura científica.
Em 2006, Robert Sullivan nomeou e descreveu uma segunda espécie, Saurornitholestes robustus, com base no holótipo SMP VP-1955, um frontal esquerdo. O nome específico refere-se à grande espessura deste osso, a única característica em que a espécie é conhecida e diferente do S. langstoni. O holótipo e restos adicionais referidos á S. robustus, foram encontrados na Formação Kirtland, Novo México, datado de há cerca de 73 milhões de anos. Possíveis fósseis indeterminados são conhecidos a partir da Formação Hell Creek, Montana, Dakota do Norte e Dakota do Sul, datado de há cerca de 66 milhões de anos.

## Descrição

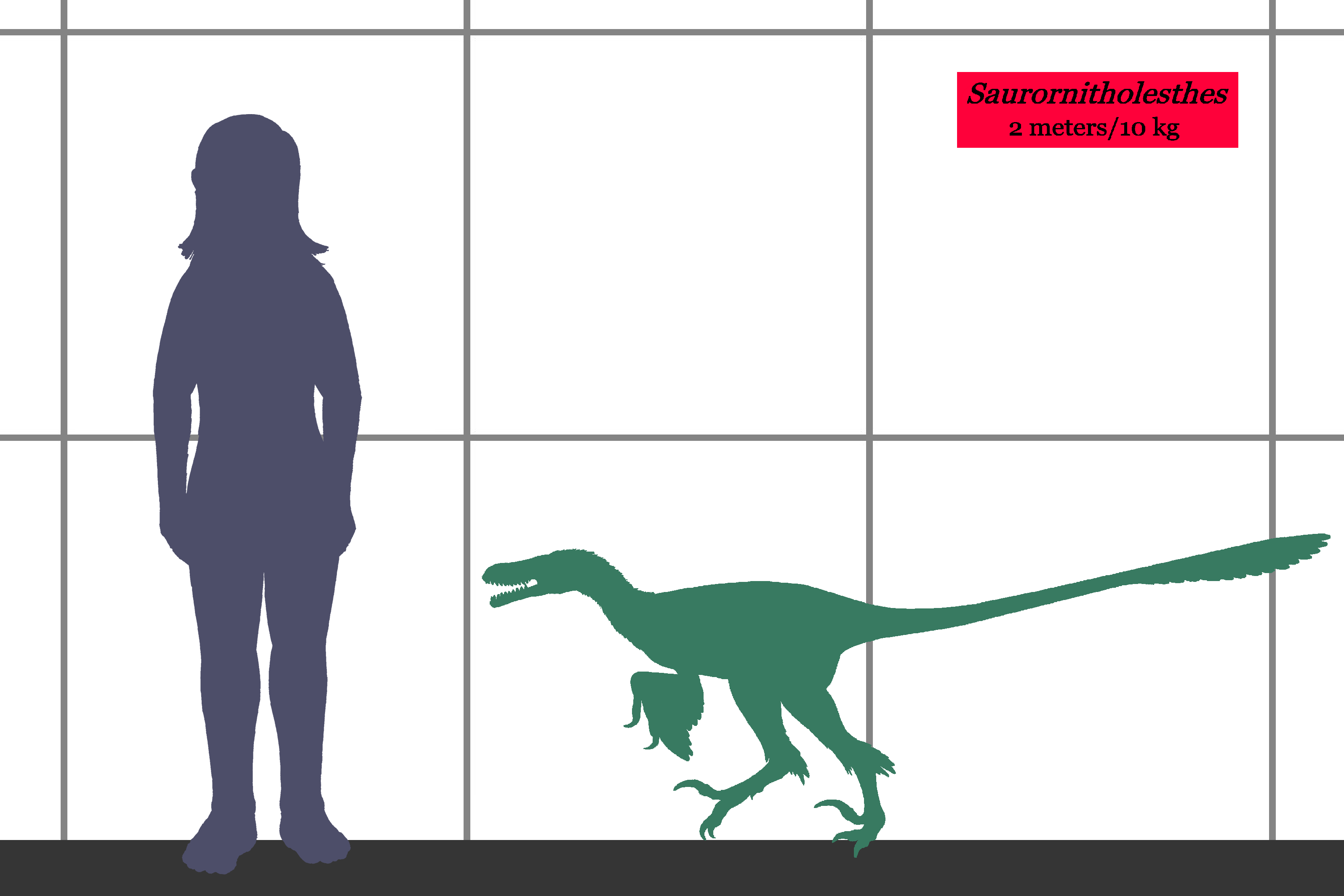
Tamanho do S. langstoni em comparação com um ser humano.

À semelhança de outros terópodes do Dromaeosauridae, o Saurornitholestes tinha uma longa, curva, garra em forma de foice no segundo dedo do pé. Saurornitholestes tinha pernas longas e levemente mais construídas do que outros dromaeossaurídeos tais como o Velociraptor e Dromaeosaurus. Ele lembra o Velociraptor por ter dentes grandes e os caninos na frente dos maxilares. Saurornitholestes mais se assemelha ao Velociraptor apesar as relações precisas do Dromaeosauridae ainda são relativamente pouco compreendidas.
Saurornitholestes tinha cerca de 1.8 metros de comprimento e pesava cerca de 10 kg. O quadril tinha 60 centímetros de altura, ou cerca de tão alto quanto de um terrier.

## Filogenia
Sues em 1978 atribuiu Saurornitholestes ao Dromaeosauridae. Estudos posteriores na maioria das vezes encontraram um membro dos dromaeossaurídeos Velociraptorinae, mas uma análise cladística feita por Philip J. Currie em 2009 recuperou uma posição em um clado dromaeossaurídeo mais da base que foi nomeado de Saurornitholestinae.

## Paleobiologia

### Habitat

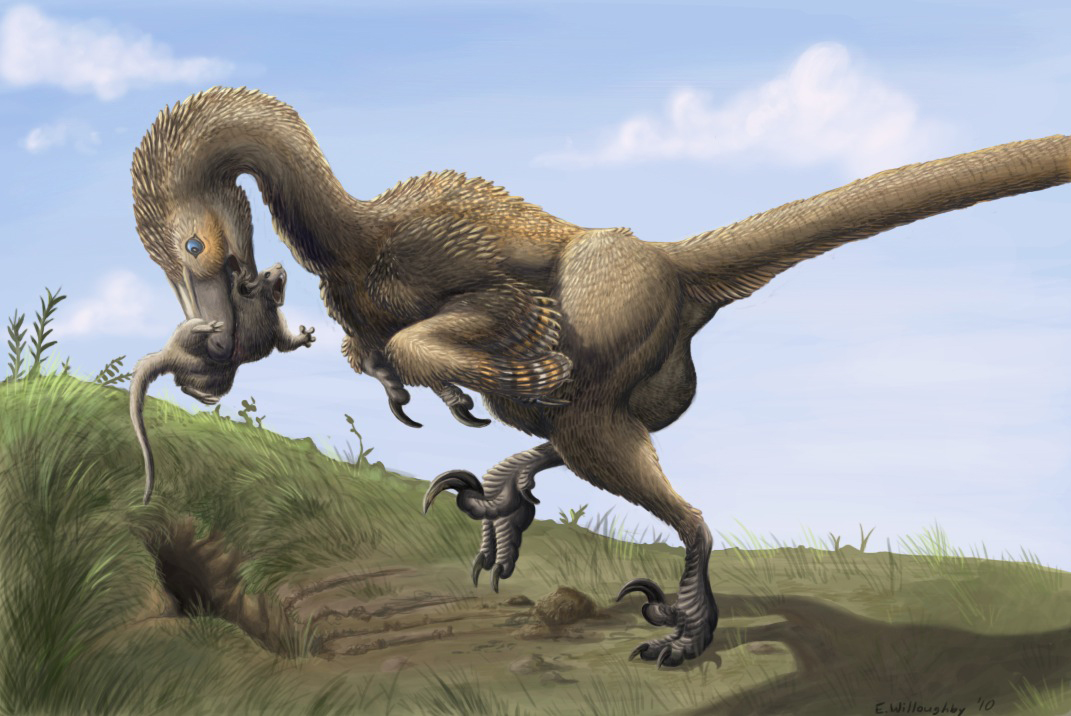
Representação de um S. langstoni caçando um Multituberculata de uma toca.

Alberta, a localização do Saurornitholestes langstoni, tinha um habitat semelhante ao Centro-Oeste dos Estados Unidos sendo planícies e pântanos de várzea.
Saurornitholestes parece ter sido o pequeno terópode mais comum no Parque Provincial dos Dinossauros, e os dentes e ossos são muito mais comuns do que o seu mais massivo contemporâneo, Dromaeosaurus. Pouco se sabe sobre o que comeram e como ele viveu, mas um dente de Saurornitholestes foi encontrado embutido no osso da asa de um grande pterossauro, provavelmente um jovem Quetzalcoatlus. Uma vez que o pterossauro era muito maior do que o Saurornitholestes, Currie e Jacobsen sugeriram que o terópode estava provavelmente se alimentando dos restos de um animal já morto.

### Marcas de mordida de um tiranossauro
Aase Roland Jacobsen publicou uma descrição de uma mandíbula de um Saurornitholestes em 2001. A mandíbula tinha cerca de 12 cm de comprimento e preservava quinze posições dos dentes, dos quais tinha apenas dez dentes preservados. Três marcas de dentes eram visíveis no "lingual" superfície interna da mandíbula. Duas das três marcas são uma série de sulcos feitos pelas serrilhas nos dentes do predador. As estrias são entre 0.37 mm e 0.40 mm de espessura, com seções transversais cúbicas.

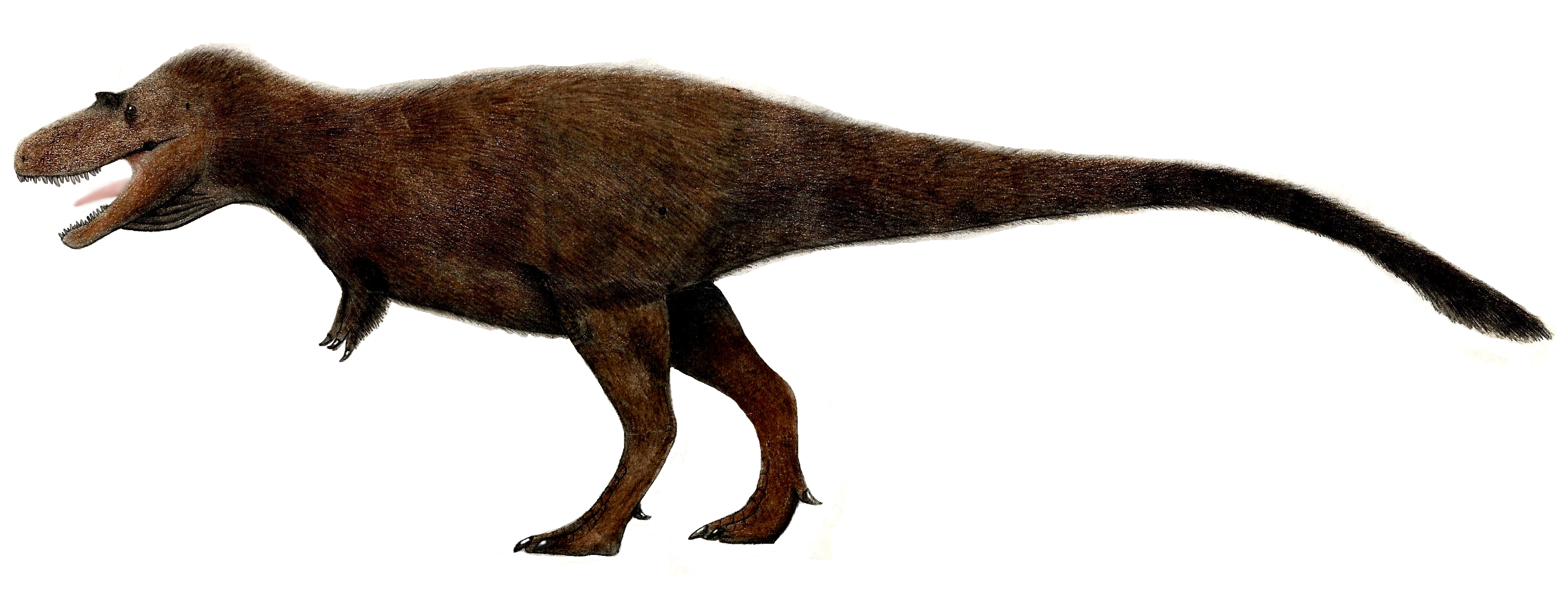
Gorgosaurus pode ter causado as marcas dos dentes encontrados em um crânio de Saurornitholestes.

A forma dos serrilhados conservados são muito diferentes dos Saurornitholestes para as marcas serem o resultado de ferimentos sofridos durante lutas entre eles mesmos. Embora a forma certa para serrilhados de dentes dos Dromaeosaurus, as marcas preservadas são muito grosseiras ter sido deixado por esse gênero. Embora a identificação específica não pode ser feita, o autor mais provável seria um indivíduo jovem de um Tyrannosauridae da Formação Dinosaur Park, como o Gorgosaurus ou Daspletosaurus.

### Fraturas por estresse
Em 2001, Bruce Rothschild e outros publicaram um estudo para examinar evidências de fraturas por estresse e avulsão do tendão em dinossauros terópodes e as implicações para o seu comportamento. Eles descobriram que apenas 2 dos 82 ossos do pé de Saurornitholestes verificados realmente tinham fraturas por estresse. 2 dos 9 ossos da mão examinados tinham fraturas por estresse.